# Pieve di San Silvestro (Motta di Livenza)
La pieve di San Silvestro Papa è la parrocchiale di Lorenzaga, frazione di Motta di Livenza, in provincia di Treviso e diocesi di Concordia-Pordenone; fa parte della forania del Basso Livenza.

## Storia
La prima citazione di una chiesa a Lorenzaga risale al 762, quando, in un documento, si ricordava anche un "oratorio Domini et Salvatoris". Lo scritto attesta dunque che all'epoca Lorenzaga era sede di una piccola chiesetta, ma non di una parrocchiale, dipendendo probabilmente dalla pieve di Grumello, scomparsa assieme al paese in cui si trovava nel Medioevo.
Lorenzaga divenne pieve autonoma attorno al X secolo (nello stesso periodo fu fondato anche un monastero dedicato a Santo Stefano), mentre l'odierno titolo di San Silvestro papa e attestato dal 1186. Aveva numerose filiali dove il parroco era tenuto a celebrare periodicamente delle messe e fra i vari sacerdoti esisteva un certo ordine gerarchico che ne regolava l'ordine durante le processioni (primeggiava, dopo il pievano, il curato di San Stino, seguito da quelli di Blessaglia, Annone, Barco e Quartarezza. Dopo l'emancipazione delle varie filiali, a Lorenzaga restò il titolo onorifico di arcipretale, conferitole nel 1677; soltanto la chiesa di Quartarezza rimane ancor oggi assoggettata alla pieve di San Silvestro.
La chiesa attuale è frutto dell'ultima ricostruzione, conclusa con la consacrazione del 3 luglio 1491 per mano di Pietro Carlo, vescovo di Caorle, e di rimaneggiamenti successivi.

## Interno
Opere di rilievo situate all'interno della chiesa sono il battistero cinquecentesco, la pala dell'altare maggiore, dipinta nel XVIII secolo e una serie di torceri in legno dorato. Il coro fu realizzato da uno scultore locale alla fine dell'Ottocento con una Madonna scolpita da Valentino Panciera Besarel nel XIX secolo. Ottocentesco è anche l'organo.